# Нам Чунг Бо
Нам Чунг Бо (Южен централен бряг) (на виетнамски: Nam Trung Bộ) е един от регионите, на които се дели Виетнам. Регионът е съставен от пет крайбрежни провинции. На север граничи с регион Бак Чунг Бо, на юг с Донг Нам Бо, на изток с Южнокитайско море, а на запад с Тай Нгуйен. Освен пет провинции в Нам Чунг Бо се намират и град Ди Нанг, който е на централно държавно подчинение.
На територия от 33 166.1 km² живеят общо 6 073 900 души със средна гъстота на населението от 183,1 души/km²
| Провинция  | На виетнамски | Столица    | Население | Площ         |
| ---------- | ------------- | ---------- | --------- | ------------ |
| Бин Дин    | Bình Định     | Куи Ньон   | 1 566 300 | 6039.6 km²   |
| Кхан Хоа   | Khánh Hòa     | Ня Чанг    | 1 135 000 | 5217.6 km²   |
| Фу Йен     | Phú Yên       | Туи Хоа    | 873 300   | 5060.6 km²   |
| Куанг Нам  | Quảng Nam     | Там Ки     | 1 472 700 | 10 438.3 km² |
| Куанг Нгай | Quảng Ngãi    | Куанг Нгай | 1 295 600 | 5152.7 km²   |
| Да Нанг    | Đà Nẵng       |            | 788 500   | 1257.3 km²   |